# دائرة ترنهوت
دائرة تُرَنْهَوت أو (نقحرة: تُورنهاوت) هي دائرة إدارية في بلجيكا، تتبع أنتفيرب.

## التقسيمات الإدارية
- أريندونك
- بارلة-هرتوخ
- بالن
- برسة
- Dessel [الإنجليزية]‏
- Geel [الإنجليزية]‏
- غروبندونك [الإنجليزية]‏
- Herentals [الإنجليزية]‏
- Herenthout [الإنجليزية]‏
- Herselt [الإنجليزية]‏
- هوخستراتن
- Hulshout [الإنجليزية]‏
- Kasterlee [الإنجليزية]‏
- لكدل [الإنجليزية]‏
- Lille, Belgium [الإنجليزية]‏
- Meerhout [الإنجليزية]‏
- ميركسبلاس
- مول
- Olen, Belgium [الإنجليزية]‏
- Oud-Turnhout [الإنجليزية]‏
- رافيلس
- Retie [الإنجليزية]‏
- ريجيفورسل [الإنجليزية]‏
- ترنهوت
- Vorselaar [الإنجليزية]‏
- Vosselaar [الإنجليزية]‏
- Westerlo [الإنجليزية]‏.